# Апан
Апан (исп. Apan) — город и административный центр одноимённого муниципалитета в мексиканском штате Идальго. Численность населения, по данным переписи 2010 года, составила 26 642 человека.

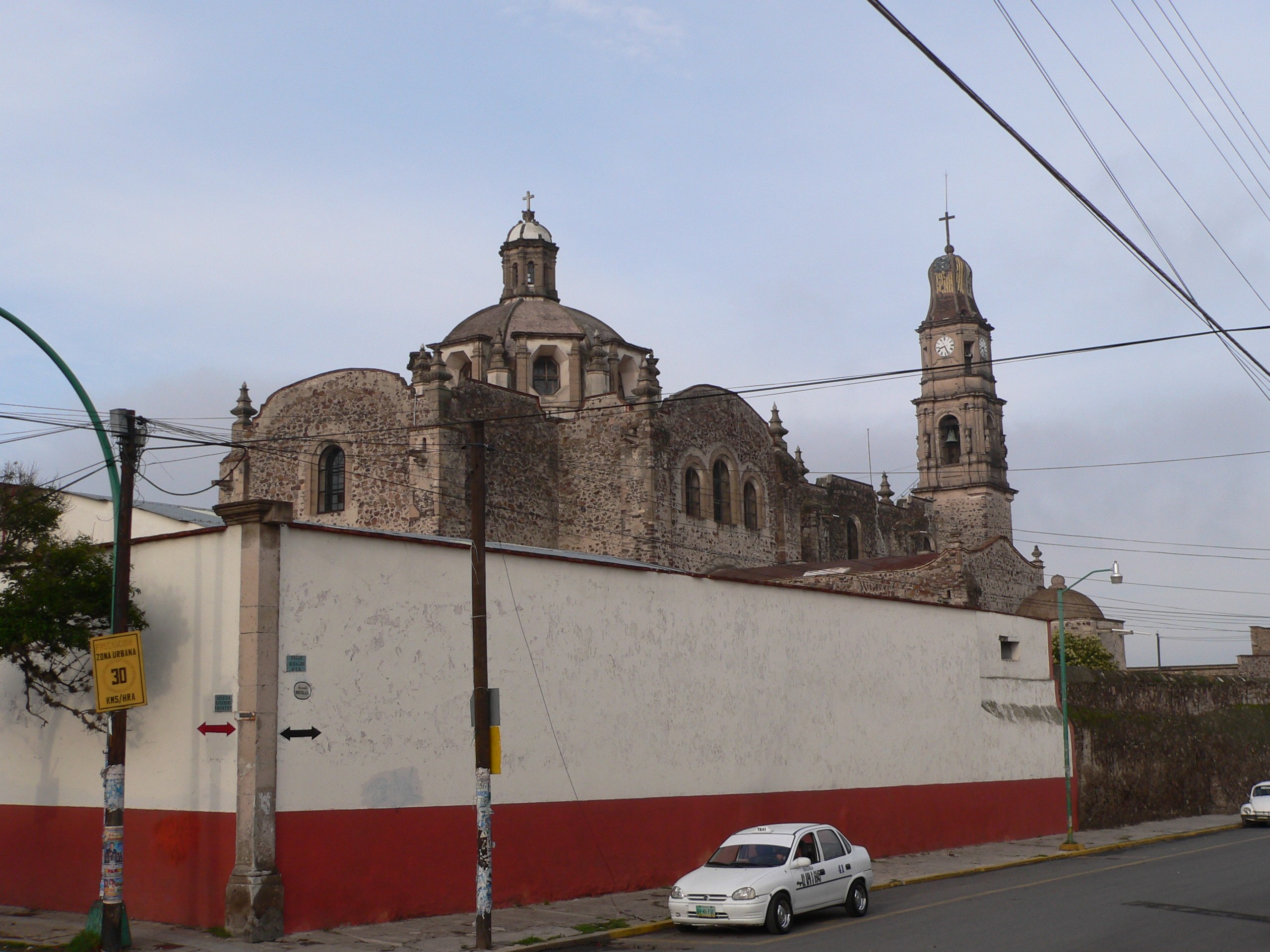
Городская церковь